# Monténégro au Concours Eurovision de la chanson 2025
 (février 2025).
Motif : Cf. Discussion:France au Concours Eurovision de la chanson 2025/Admissibilité
- Archive Wikiwix
- Bing
- Cairn
- DuckDuckGo
- E. Universalis
- Gallica
- Google
- G. Books
- G. News
- G. Scholar
- Persée
- Qwant
- (zh) Baidu
- (ru) Yandex
- (wd) trouver des œuvres sur Wikidata

| 1. | Préciser le motif de la pose du bandeau. | Précisez le motif de la pose du bandeau en utilisant la syntaxe suivante : {{admissibilité à vérifier\|date=mai 2025\|motif=remplacez ce texte par le motif}}                                                             |
| 2. | Informer les utilisateurs concernés.     | Pensez à avertir le créateur de l'article, par exemple, en insérant le code ci-dessous sur sa page de discussion : {{subst:avertissement admissibilité à vérifier\|Monténégro au Concours Eurovision de la chanson 2025}} |

Le Monténégro est l'un des trente-sept pays participant au Concours Eurovision de la chanson 2025, qui se tient du 13 au 17 mai 2025 à Bâle en Suisse. Le pays est représenté par Nina Žižić, avec sa chanson Dobrodošli, après le retrait des vainqueurs d'origine de la sélection, NeonoeN (en).

## Sélection
Après deux ans d'absence, le Monténégro confirme le 15 août 2024 sa participation à l'Eurovision 2025, avec une sélection nationale sous la forme d'une émission télévisée.

L'émission, intitulée Montesong, consiste en une seule soirée, retransmise en direct depuis Podgorica.

### Format
Seize chansons participent à la sélection. Les résultats sont déterminés à 50% par un jury de sept professionnels, et à 50% par les votes du public monténégrin. Le jury et le public attribuent les points à la manière de l'Eurovision: 12 points pour sa chanson favorite, 10 pour la deuxième, et de 8 à 1 pour les chansons de la troisième à la dixième place.

### Participants
La plateforme d'inscriptions a été ouverte du 7 août au 1er octobre 2024. Les interprètes devaient être monténégrins, tandis qu'il n'y avait pas de restriction de nationalité pour les auteurs ou les compositeurs. Les chansons devaient être interprétées à au moins 51% dans une langue officielle du Monténégro. La liste des participants est révélée par RTCG le 10 novembre 2024. 
- Chanson retirée
- Chanson remplaçante

| Artiste              | Titre                                  | Langue               | Auteur(s)                                                                 |
| -------------------- | -------------------------------------- | -------------------- | ------------------------------------------------------------------------- |
| Anastasija Koprolčec | Kraj (Крај)                            | Monténégrin          | - Bojan Marović - Stevan Milanović                                        |
| Baryak               | Dva srca (Два срца)                    | Monténégrin          | - Luka Perazić - Rade Vukčević                                            |
| Bend 9               | Stop War                               | Monténégrin          | Milić Šarović                                                             |
| Boban Rajović        | Suze (Сузе)                            | Monténégrin          | - Branislav Glušac - Goran Ratković - Miladin Bogosavljević               |
| Dolce Hera           | Repeat                                 | Monténégrin          | - Aleksandra Prelević Palladino - Marko Čaćić - Todor Tadić               |
| Đurđa                | To ljubav je (То љубав је)             | Monténégrin          | - Đurđa Petrović Poljak - Jonas Jensen - Kristina Kovač - Olivér Patocska |
| Glumci Bend          | San (Сан)                              | Monténégrin          | - Dragana Tripković - Mladen Nikčević                                     |
| Isak Šabanović       | Ljeto, ljeto, ljeto (Љето, љето, љето) | Monténégrin          | - Leontina Vukomanović - Nemanja Filipović                                |
| Kejt                 | Obala raja (Обала раја)                | Monténégrin, anglais | - Hugo Smeh - James Gillespie - Katarina Bogićević                        |
| Luka Radović         | Kada dođe maj (Када дође мај)          | Monténégrin          | Luka Radović                                                              |
| Milena Vučić         | Škorpija (Шкорпија)                    | Monténégrin          | - Alen Stajić - Marko Peruničić - Nebojša Arežina - Sanja Vučić           |
| Nemanja Petrović     | Među zvijezdama (Међу звијездама)      | Monténégrin          | Branislav Opačić                                                          |
| Neonoen              | Clickbait                              | Monténégrin          | Ilija Pejović                                                             |
| Nina Žižić           | Dobrodošli (Добродошли)                | Monténégrin          | - Boris Subotić - Darko Dimitrov - Violeta Mihajlovska Milić              |
| Tamara Živković      | Poguban let (Погубан лет)              | Monténégrin          | Boris Subotić                                                             |
| Tina Džankić         | Nova (Нова)                            | Monténégrin          | - Anja Zagorac - Vladimir Maraš                                           |
| Verica Čuljković     | Čuješ li (Чујеш ли)                    | Monténégrin          | - Filip Tančić - Verica Čuljković                                         |

### Finale
La finale est diffusée le mercredi 27 novembre 2024. Elle est présentée par Marko Todorović et Vladana Vučinić, avec dans la green room Lazar Radulović et Andrea Šekularac.

Le jury est composé de Hari Varešanović (en), chanteur du groupe Hari Mata Hari et représentant bosnien à l'Eurovision 2006, Nuša Derenda (en), représentante slovène à l'Eurovision 2001, Dado Topić, représentant croate à l'Eurovision 2007, Elena Risteska, représentante macédonienne à l'Eurovision 2006, Danijel Popović (en), représentant yougoslave à l'Eurovision 1983, Tijana Bogićević représentante serbe et Emmelie de Forest, gagnante de l'Eurovision 2013 pour le Danemark.
Plusieurs hiatus ont été relevés lors de la diffusion du programme, notamment sur le plan des résultats: le nombre total de votes reçus était de 3 262, mais seuls 2 233 votes ont été annoncés. Cet écart de plus de mille votes a été expliqué par la chaîne comme étant dû à un retard dans la communication du nombre actualisé de votes. De plus, la jurée Tijana Bogićević a attribué par erreur 8 points à Repeat au lieu de Dva srca, ce qu'elle a précisé en annonçant ses points.
- Première place
- Deuxième place
- Troisième place
- Dernière place

| Ordre | Artiste              | Titre               | Jury (50%) | Jury (50%) | Télévote (50%) | Télévote (50%) | Total | Place |
| Ordre | Artiste              | Titre               | Votes      | Points     | Votes          | Points         | Total | Place |
| ----- | -------------------- | ------------------- | ---------- | ---------- | -------------- | -------------- | ----- | ----- |
| 1     | Anastasija Koprolčec | Kraj                | 9          | 0          | 57             | 0              | 0     | 15    |
| 2     | Tina Džankić         | Nova                | 34         | 5          | 154            | 3              | 8     | 7     |
| 3     | Nemanja Petrović     | Među zvijezdama     | 18         | 1          | 109            | 0              | 1     | 12    |
| 4     | Bend 9               | Stop War            | 2          | 0          | 143            | 0              | 0     | 16    |
| 5     | Tamara Živković      | Poguban let         | 39         | 6          | 107            | 0              | 6     | 9     |
| 6     | Luka Radović         | Kada dođe maj       | 5          | 0          | 147            | 1              | 1     | 13    |
| 7     | Đurđa                | To ljubav je        | 26         | 4          | 328            | 8              | 12    | 4     |
| 8     | Kejt                 | Obala raja          | 45         | 7          | 152            | 2              | 9     | 5     |
| 9     | Nina Žižić           | Dobrodošli          | 59         | 12         | 316            | 7              | 19    | 2     |
| 10    | NeonoeN              | Clickbait           | 54         | 10         | 443            | 10             | 20    | 1     |
| 11    | Isak Šabanović       | Ljeto, ljeto, ljeto | 24         | 2          | 241            | 5              | 7     | 8     |
| 12    | Glumci Bend          | San                 | 4          | 0          | 288            | 6              | 6     | 10    |
| 13    | Dolce Hera           | Repeat              | 8          | 0          | 84             | 0              | 0     | 14    |
| 14    | Baryak               | Dva srca            | 25         | 3          | 476            | 12             | 15    | 3     |
| 15    | Verica Čuljković     | Čuješ li            | 6          | 0          | 168            | 4              | 4     | 11    |
| 16    | Milena Vučić         | Škorpija            | 48         | 8          | 49             | 0              | 8     | 6     |

| Draw | Song                | H. Varešanović | N. Derenda | D. Topić | E. Risteska | T. Bogićević | E. de Forest | D. Popović | Total |
| ---- | ------------------- | -------------- | ---------- | -------- | ----------- | ------------ | ------------ | ---------- | ----- |
| 1    | Kraj                | 3              |            |          | 2           | 1            | 3            |            | 9     |
| 2    | Nova                | 4              | 10         | 3        | 4           | 4            | 4            | 5          | 34    |
| 3    | Među zvijezdama     | 12             | 1          |          |             |              | 1            | 4          | 18    |
| 4    | Stop War            |                |            | 2        |             |              |              |            | 2     |
| 5    | Poguban let         | 10             | 5          | 5        | 1           | 3            | 5            | 10         | 39    |
| 6    | Kada dođe maj       | 5              |            |          |             |              |              |            | 5     |
| 7    | To ljubav je        | 7              | 3          | 1        | 3           | 2            | 10           |            | 26    |
| 8    | Obala raja          |                | 8          | 8        | 10          | 6            | 6            | 7          | 47    |
| 9    | Dobrodošli          | 6              | 4          | 7        | 12          | 10           | 8            | 12         | 59    |
| 10   | Clickbait           |                | 6          | 10       | 6           | 12           | 12           | 8          | 54    |
| 11   | Ljeto, ljeto, ljeto | 1              | 7          |          | 5           | 5            |              | 6          | 24    |
| 12   | San                 |                |            | 4        |             |              |              |            | 4     |
| 13   | Repeat              |                |            |          |             | 8            |              |            | 8     |
| 14   | Dva srca            |                | 2          | 12       | 8           |              |              | 3          | 25    |
| 15   | Čuješ li            | 2              |            |          |             |              | 2            | 2          | 6     |
| 16   | Škorpija            | 8              | 12         | 6        | 7           | 7            | 7            | 1          | 48    |

C'est le groupe NeonoeN (en) qui sort vainqueur de cette sélection, avec la chanson Clickbait. 

## Controverse et retrait de la chanson sélectionnée
Le 1er décembre 2024, la RTCG révèle que NeonoeN avaient présenté leur chanson Clickbait lors d'un festival à Podgorica en juin 2023, ce qui est contraire au règlement du Concours, selon lequel toutes les chansons participantes doivent être inédites à la date du 1er septembre 2024. Par conséquent, il est annoncé que l'UER allait statuer sur la situation, et décider si Clickbait était éligible à participer telle quelle au Concours.

En réponse, NeonoeN a déclaré ne pas avoir été au courant de cette règle, et que le public ayant entendu la chanson était de toutes façons trop restreint pour avoir eu une influence sur les résultats de Montesong,.

Le 4 décembre, le groupe annonce renoncer à participer à l'Eurovision, citant une «volonté de mettre fin à l'incertitude». Quatre jours plus tard, le 8 décembre 2024, la RTCG annonce avoir sélectionné en interne Nina Žižić, arrivée deuxième à Montesong avec sa chanson Dobrodošli.

Enfin, citant un manque de transparence dans la sélection nationale, Vladana Vučinić annonce le 5 décembre 2024 avoir quitté son poste de directrice artistique de Montesong au lendemain de l'émission.

## À l'Eurovision
Le Monténégro participe à la première moitié de la seconde demi-finale du jeudi 15 mai 2025. Le pays termine 16e et dernier avec 28 points et ne se qualifie donc pas pour  la finale du 17 mai.